# AGM-154 JSOW

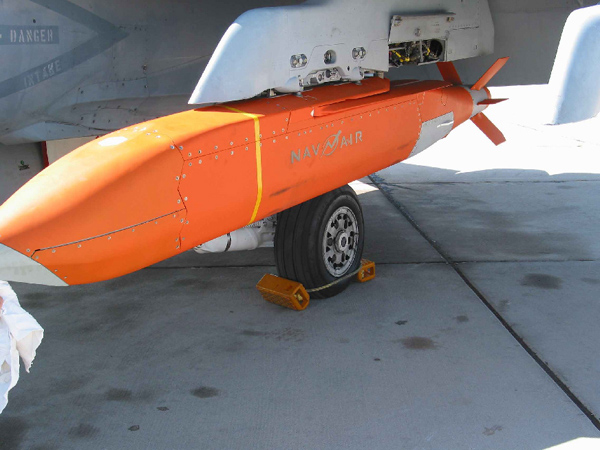
세 번째 시험비행전인 AGM-154C. 적외선 영상 대조방식을 사용하여 정확도를 더욱 높인 것이다.

AGM-154 JSOW(영어: AGM-154 Joint Standoff Weapon)은 유도 폭탄과 공대지 미사일의 중간에 위치하는 폭탄이다. 이 폭탄은 동력을 사용하지는 않으나 발사 후에 폭탄 상부에 접혀져 있던 날개를 펼쳐서 장거리를 활공하여 목표를 명중시키는 방식이다.
활공거리는 고도에 따라 다르지만 15해리 ~ 40해리 정도 가능하다. 유도 시스템은 관성항법과 GPS를 사용하는 하이브리드 방식이다. 탄두는 3가지를 옵션으로 사용할 수 있다.

## 일반 특성
| 기능           | 다양한 목표에 대한 원거리 공격용 폭탄                                            |
| 개발사         | 레이시온                                                                         |
| 유도 방식      | 관성항법/GPS, 적외선 유도 방식(AGM-154C)                                         |
| 길이           | 4.1 미터                                                                         |
| 직경           | 330mm                                                                            |
| 무게           | 483kg ~ 681kg                                                                    |
| 날개 길이      | 2.69 미터                                                                        |
| 사용 가능 기종 | 해군 : F/A-18 C/D, F/A-18 E/F, F-35                                              |
| 사용 가능 기종 | 공군 : F-16 Block 40/50, B-1, B-2, B-52, F-15, F-117, A-10 Thunderbolt II, F-35A |
| 사정거리       | 저고도 28km, 고고도 120km                                                        |
| 탄두           | BLU-97, BLU-108 (현재 계획 취소), 광대역 탄두(JSOW C)                            |
| 구입 가격      | AUPP AGM-154A, $148,000                                                          |
| 구입 가격      | AGM-154C, $198,000, based on PB04, BY$(1990)                                     |

## 종류

### AGM-154A
AGM-154 JSOW미사일의 기본형이다. 지정 목표 상공에서 BLU-97 복합효과자탄을 살포하여 넓은 지역을 초토화시킨다. BLU-97 복합효과 자탄은  CBU-87집속폭탄에 탑재되는 집속탄이다.

### AGM-154B
대장갑 관통력을 가진 BLU-108 집속탄 살포체를 사용하여 적 기갑부대 공격용이다. BLU-108 집속탄 살포체는 CBU-97에도 탑재된다.
AGM-154B는 취소되었다.

### AGM-154C
MK 82 범용폭탄이나 BLU-111 고관통 폭탄을 탑재하고 선단부에 적외선 영상 대조방식의 탐색기를 장착한 모델이다. 최근에 운용 평가를 마쳤다.

## 같이 보기
- 순항 미사일